# 遠藤守信
遠藤 守信（えんどう もりのぶ、1946年9月28日 - ）は、日本の物理学者・化学者。長野県須坂市出身。
触媒化学気相成長法によりカーボンナノチューブの存在とその成長モデルを初めて示し（1976年）、多層カーボンナノチューブの量産技術を開拓した（1982年）。1991年の飯島澄男（現・名城大学終身教授）によるカーボンナノチューブの発見（構造の解明と決定）以来、当該製法によるカーボンナノチューブは、リチウムイオン電池電極、樹脂複合材料等に幅広く適用され、現在、日本、米国、欧州で1,000t/ 年以上生産されている。
フランス国立科学研究センター（CNRS）客員研究員、マサチューセッツ工科大学（MIT）招聘研究員などを歴任。

## 現職
- 信州大学先鋭領域融合研究群 カーボン科学研究所特別特任教授

## 略歴
- 1965年 長野県須坂高等学校　卒業
- 1969年 信州大学工学部電気工学科　卒業
- 1971年 信州大学大学院工学研究科修士課程　修了
- 1972年 信州大学助手
- 1974年 - 1975年 フランス国立科学研究センター（CNRS）客員研究員
- 1977年 信州大学工学部講師
- 1978年 信州大学工学部助教授
- 1982年 マサチューセッツ工科大学（MIT）招聘研究員
- 1990年 信州大学工学部教授
- 1993年 - 1995年 地域共同研究センター センター長
- 2004年 - 2011年 炭素材料学会 会長
- 2005年 - 2012年 カーボン科学研究所 所長、信州大学学長補佐 兼務
- 2012年 - 現在 信州大学先鋭領域融合研究群カーボン科学研究所特別特任教授

- 工学博士（名古屋大学）、博士（フランス国立オルレアン大学）

## 研究分野
- 電気・電子物性工学とそのエネルギー工学への応用研究
- ナノカーボン等、新炭素体の科学と応用研究

## 所属アカデミー
- 電気学会
- 応用物理学会
- 炭素材料学会
- 電子情報通信学会
- MRS
- American Carbon Society

## 学術賞
- 1995年 - 炭素材料学会賞受賞（炭素材料学会）
- 2001年 - Charles E. Pettinos賞（American Carbon Society）
- 2002年 - LEE HSUN Lecture Series 賞（Institute of Metal Research,The Chinese Academy of Science）
- 2003年 - 信毎賞（財団法人信毎文化事業団）
- 2003年 - 石川カーボン賞（財団法人石川カーボン科学技術振興財団）
- 2004年 - Medal of Achievement in Carbon Science and Technology(American Carbon Society)
- 2005年 - 産学官連携功労者表彰文部科学大臣賞
- 2006年 - Best of Small Tech Awards 2006
- 2007年 - 科学技術分野の文部科学大臣表彰　科学技術賞（研究部門）（文部科学省）
- 2007年 - 光化学討論会特別講演賞（光化学協会）
- 2008年 - 中日文化賞
- 2009年 -The International Union of Materials Research Societies (IUMRS) Somiya Award
- 2010年 -Alice Hamilton Awards for Occupational Safety and Health
- 2012年 -International Ceramics
- 2012年 -NANOSMAT（NANOSMAT Conference）
- 2014年 -加藤記念賞（公益財団法人加藤科学振興会）
- 2015年 -日本毒性学会特別賞（第45回日本毒性学会）

## 栄誉
- 2004年 - 北京化工大学名誉教授
- 2006年 - 長野県須坂市名誉市民
- 2007年 - 長野県知事表彰 産業功労者（商工）
- 2008年 - 紫綬褒章
- 2020年 - 瑞宝中綬章[1]